# 貝拉爾德 (新墨西哥州)
貝拉爾德（英語：Velarde）是位於美國新墨西哥州里奧阿里巴縣的普查規定居民點。

## 人口
根據2020年美國人口普查的數據，貝拉爾德的面積為6.68平方千米，當中陸地面積為6.19平方千米，而水域面積為0.07平方千米。當地共有人口514人，而人口密度為每平方千米76.95人。